# La rivoluzione dreyfusiana
La rivoluzione dreyfusiana (titolo originale francese La révolution dreyfusienne) è un'opera del filosofo francese Georges Sorel, pubblicata nel 1909.
Si tratta di un saggio storico e filosofico-politico che analizza la vicenda dell'affare Dreyfus e le sue implicazioni per la società francese, con particolare riferimento alla posizione del movimento socialista rispetto ai contrasti, generati dall'Affare, tra la media e la grande borghesia.

## Contesto storico
A cavallo tra XIX e XX secolo l'affare Dreyfus turbò profondamente la società francese, creando una profonda spaccatura tra coloro che ritenevano giusta la condanna per tradimento che aveva colpito Alfred Dreyfus, un capitano dell'esercito, nel 1894, e coloro che invece, credendo nella sua innocenza, riuscirono infine a dimostrare che si era verificato un errore giudiziario e a ottenere la piena riabilitazione di Dreyfus nel 1906. Aggravato dal ricorso, da parte dei conservatori, alla retorica antisemita, e alimentato dalle intense campagne mediatiche di entrambe le parti, questo contrasto tra "dreyfusardi" e "antidreyfusardi" si sovrappose a tensioni già esistenti all'interno della Terza Repubblica francese, come quella tra repubblicani e realisti e quella tra anticlericali e clericali.
Georges Sorel apparteneva allo schieramento dreyfusardo, ma La rivoluzione dreyfusiana (che esce tre anni dopo la conclusione della vicenda giudiziaria) non è scritto in difesa di Dreyfus, bensì allo scopo di chiarire, mediante un'analisi descrittiva, quali dinamiche si erano create tra i diversi partiti nella complessa fase di lotte politiche collegate, più o meno direttamente, alla questione dell'innocenza di Dreyfus.

## Contenuto
Nella prefazione al testo, l'autore dichiara che «l'affare Dreyfus non merita davvero di essere raccontato in dettaglio se non nella forma del romanzo d'appendice; ma se lo si studia come rivoluzione, esso diventa interessante per il filosofo». Egli dunque non si impegna in una ricostruzione puntuale dei fatti storici, per i quali rimanda alla cronaca in più volumi di Joseph Reinach intitolata Histoire de l'affaire Dreyfus. Al contrario, Sorel commenta alcuni aspetti politicamente significativi della vicenda, come lo scarto tra «motivi dichiarati e motivi reali», il coinvolgimento degli intellettuali, la loro ipocrisia e il loro scadere nel «ridicolo», il ruolo della Chiesa cattolica.
L'oggetto principale dell'interesse di Sorel, tuttavia, il quale giustifica il fatto che nel titolo si parli di «rivoluzione dreyfusiana», è il mutamento politico che si è generato in concomitanza con l'affare Dreyfus e in gran parte a causa di esso: ossia il fatto che la grande borghesia che formava quella che Sorel chiama l'«aristocrazia repubblicana», e che si era schierata con i nazionalisti e con i clericali contro Dreyfus, è stata vinta e soppiantata ai vertici dello Stato da quella media borghesia che invece era stata dreyfusarda.
Nel notare questo avvenimento e nel fornirne un'interpretazione, Sorel, il cui punto di vista politico è quello del sindacalismo rivoluzionario (ovvero di una corrente del socialismo ostile al compromesso con le forze parlamentari moderate), nota anche come i socialisti francesi, di cui Jean Jaurès è ai suoi occhi il rappresentante più tipico, hanno a loro volta subito una sconfitta da parte della media borghesia unita sotto la bandiera del dreyfusismo: essi infatti, accettando di associarsi a questa classe nella lotta per rendere giustizia a Dreyfus, hanno fatto passare in secondo piano la lotta per l'affermazione dei diritti dei lavoratori, nella quale la borghesia (media come grande) andava in ogni caso trattata, secondo Sorel, come un nemico, e non come un alleato.